# 몽정기 2
"몽정기 2"는 2005년에 개봉한 대한민국의 코미디 영화이다.

## 캐스팅
- 이지훈 : 강봉구 역
- 강은비 : 오성은 역
- 전혜빈 : 방수연 역
- 박슬기 : 김미숙 역
- 신주아 : 백세미 역
- 전재형 : 지석구 역
- 이재필 : 김 선생 역
- 박길수 : 에이즈 / 차성복 역
- 선학 : 김동수 역
- 김수웅 : 교감 역
- 정유미 : 반장 역
- 하지은 : 성인화 역
- 이수경 : 신부 부케를 받는 하객 역
- 정동환 : 성은 부 역 (우정출연)
- 김해숙 : 성은 모 역 (우정출연)
- 박예진 : 신부/성은 언니 역 (우정출연)
- 김민철 : 신랑 역 (우정출연)
- 이수강 : 하객 1 역 (우정출연)
- 이주노 : 하객 2 역 (우정출연)
- 고호경 : 다은 역 (우정출연)
- 황신정 : 풍만녀 역 (우정출연)
- 심우명 : 검표원 역 (우정출연)
- 김영삼 : 비뇨기과 의사 역 (우정출연)
- 김지영 : 생물 선생님 역 (우정출연)
- 박준규 : 바바리맨 1 역 (우정출연)
- 윤성호 : 바바리맨 2 역 (우정출연)